# Schistochila pluriciliata
Schistochila pluriciliata là một loài rêu trong họ Schistochilaceae. Loài này được R.M. Schust. & J.J. Engel mô tả khoa học đầu tiên năm 1985.